# Воронцов, Артемий Иванович
Граф Арте́мий Ива́нович Воронцо́в (1748—1813) — сенатор, действительный тайный советник, владелец усадьбы Вороново.
27 мая (7 июня) 1799 года в московской церкви Богоявления, что в Елохове, был восприемником при крещении сына майора Сергея Львовича Пушкина Александра.

## Биография

### Происхождение
Родился в 1748 году и принадлежал к старинному дворянскому роду Воронцовых. Высших чинов и должностей на государственной службе достигли его дяди — государственный канцлер граф Михаил Илларионович Воронцов и генерал-аншеф, сенатор, генерал-губернатор ряда губерний граф Роман Илларионович Воронцов.
Отец Артемия Ивановича, Иван Илларионович Воронцов (1719—1786), вместе с братьями получивший графское достоинство Священной Римской империи, также играл заметную роль на службе и при дворе. Мать А. И. Воронцова, Мария Артемьевна (1725—1792), нарекла Артемия в честь своего отца Артемия Петровича Волынского, казнённого при Анне Иоанновне.

### Служба
Существует предположение, что Воронцов в юности мог обучаться в Московском университете; в 1762 году в журнале «Собрание лучших сочинений», издававшемся при университете, был опубликован ряд выполненных им переводов с французского и латыни (переизданы в 1787 году).
Рано записанный в военную службу, Артемий Иванович 16 апреля 1765 года был произведён из вахмистров лейб-гвардии Конного полка в корнеты в тот же полк. 15 августа 1773 года императрица Екатерина II пожаловала его в камер-юнкеры. Первоначально Воронцов продолжал числиться в полку, но уже через месяц, 10 сентября, по своему желанию был из него отчислен с чином секунд-ротмистра и с этого времени находился исключительно на придворной службе.
В 1783 году Воронцов был пожалован в действительные камергеры. В 1786 году Екатерина II назначила его членом Комиссии о коммерции, ведущую роль в которой играл его двоюродный брат — действительный тайный советник граф Александр Романович Воронцов. 22 сентября 1792 года Воронцов, переименованный из действительных камергеров в тайные советники, был назначен сенатором и определён к присутствию в Четвёртый департамент Правительствующего Сената, с оставлением и членом Комиссии о коммерации.
В этом качестве Воронцов находился на службе ко времени вступлении на престол императора Павла I. Первоначально его служба при новом императоре протекала успешно: на свою коронацию 5 апреля 1797 года Павел I возвёл Воронцова и его двоюродных братьев (А. Р. Воронцова и С. Р. Воронцова), уже имевших графское достоинство Священной Римской империи, в графское достоинство Российской империи; 28 октября 1798 года Воронцов был произведён в действительные тайные советники и несколько дней спустя, 8 ноября, награждён орденом Святой Анны 1-й степени.
Однако 4 сентября 1800 года Павел I уволил от службы большую группу сенаторов (всего 25 человек), и в их числе графа Воронцова, причём части уволенных, в том числе и Воронцову, было повелено «получаемое ими жалование производить им, по жизнь, в пенсион». Более Воронцов на службу не возвращался.
В этот период Воронцов испытывал материальные трудности; в 1800 году ему пришлось продать Ф. В. Ростопчину своё родовое имение Вороново (унаследованное им от матери в 1792 году), устройством которого много занимались как его родители, так и сам Артемий Иванович, по заказу которого известный архитектор Н. А. Львов выстроил в Воронове дом-дворец. В год смерти Воронцова (1813 год) его младшая дочь вышла замуж за незнатного, но очень состоятельного дворянина А. У. Тимофеева.

### Портреты Воронцова и его семьи
В середине 1760-х годов известный художник Ф. С. Рокотов выполнил для Ивана Илларионовича Воронцова портреты как его самого, так и бывшего тогда ещё юношей Артемия Ивановича. В 1780-е годы, уже будучи видным придворным, Воронцов заказал ряд камерных портретов (себя, своей супруги и четырёх юных дочерей) выдающемуся портретисту Д. Г. Левицкому, предназначавшиеся для семейной портретной галереи (в настоящее время находятся в Государственном Русском музее в Санкт-Петербурге).

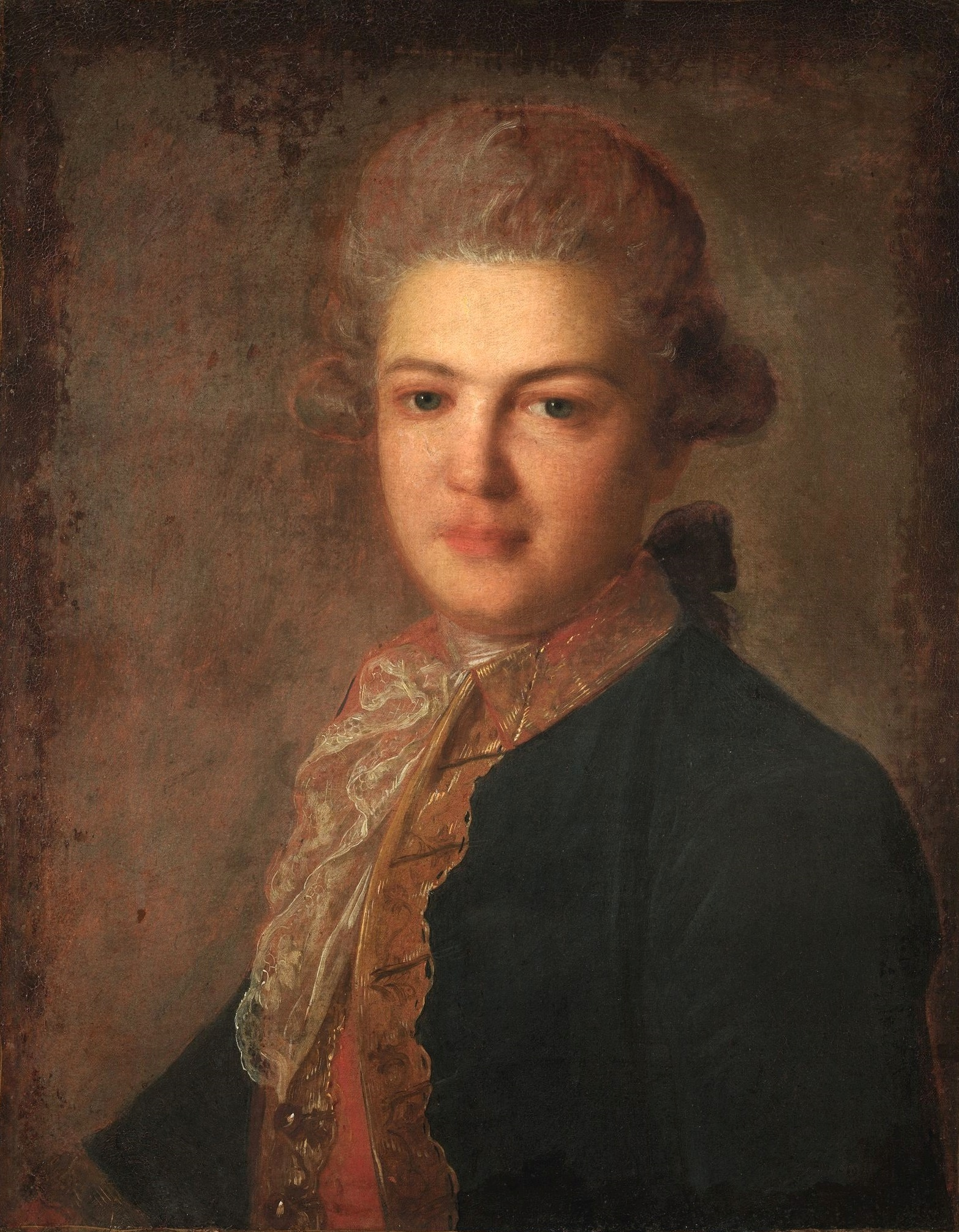
Портрет работы Ф. С. Рокотова, не ранее 1765 г.
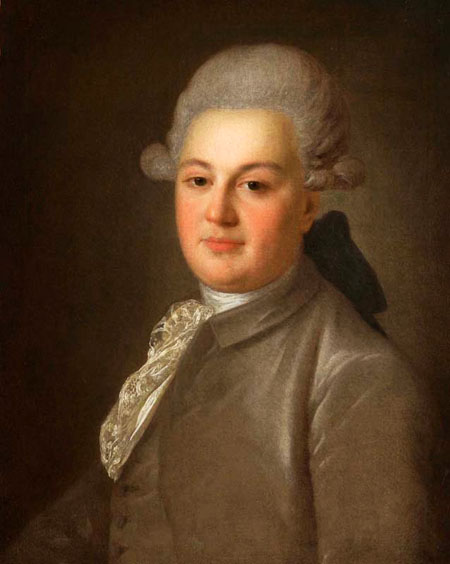
Портрет работы Ф. С. Рокотова, 1770-е гг.
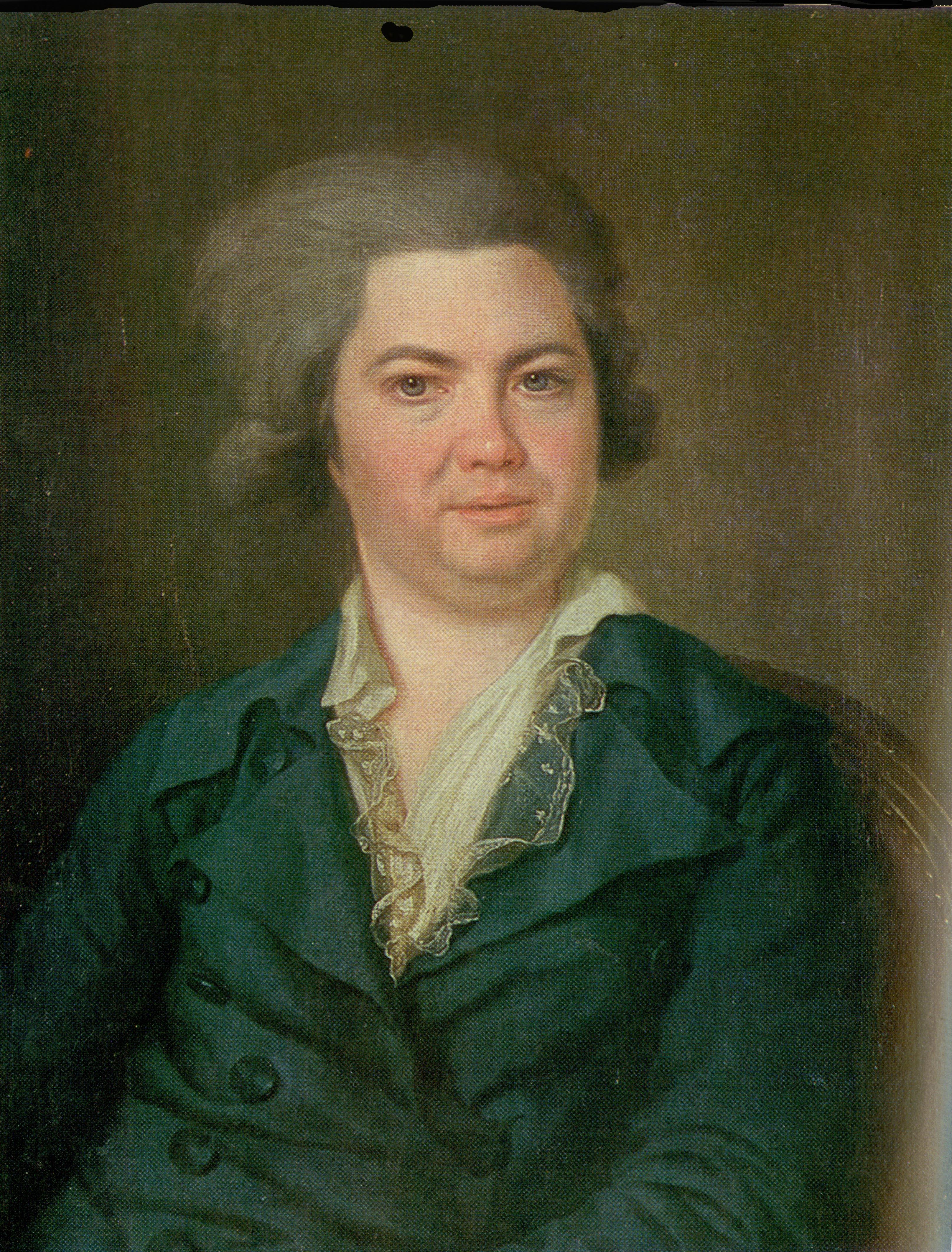
Портрет работы Д. Г. Левицкого, конец 1780-х гг.
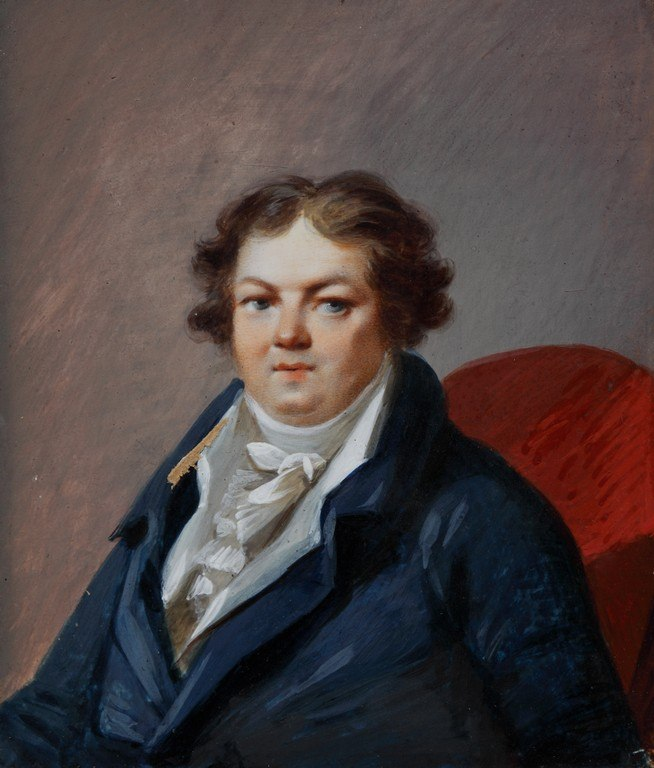
Портрет работы Лангера с оригинала А. Молинари, 1815 г.

### Семья
Был женат с 1773 года на Прасковье Фёдоровне Квашниной-Самариной (26.07.1749 — 26.10.1797), дочери обер-президента Главного магистрата, действительного статского советника Фёдора Петровича Квашнина-Самарина (1704—1770) и Анны Юрьевны Ржевской (1720—1781), родной сестры Сарры Юрьевны Ржевской, прабабки А. С. Пушкина. Прасковья Фёдоровна приходилась двоюродной бабушкой поэту, и 8 июня 1799 года Артемий Иванович Воронцов был его восприемником при крещении в Богоявленской церкви в Елохове. По отзыву её зятя, графа Бутурлина, была женщина «весьма рассудительная» и пользовалась его полным доверием. Умерла в Петербурге от чахотки, похоронена на Лазаревском кладбище Александро-Невской лавры. В браке было четыре дочери и сын:
- Мария Артемьевна (1776—1866), фрейлина императрицы Марии Фёдоровны. Взяла на воспитание Анну Антоновну Станкер, осиротевшую дочь своей троюродной сестры Анны Юрьевны Пушкиной. По свидетельству своего племянника, М. Д. Бутурлина, отличалась необыкновенным остроумием и помнила множество историй из жизни императорского двора[6]. В 1820-х годах переехала в Италию, приняла католичество. Умерла во Флоренции.
- Алексей Артемьевич (02.12.1777[7] — ?), крещен в церкви Вознесения Господня при Адмиралтейских слободах при восприемстве П. Ф. Квашнина-Самарина и сестры Марии.
- Анна Артемьевна (1777—1854), с 1793 года замужем за своим троюродным братом графом Дмитрием Петровичем Бутурлиным. Занималась живописью и брала уроки у А. Молинари. В 1817 году с семьей уехала в Италию и прожила там до конца дней своих, ведя аскетический образ жизни. Перешла в католичество, как и четверо её детей. Похоронена во Флоренции.
- Екатерина Артемьевна (1780—1836), фрейлина великой княгини Анны Фёдоровны — супруги цесаревича Константина Павловича, которую неоднократно навещала в Швейцарии. До конца жизни была близка ко двору и сохраняла квартиру в Зимнем дворце. Последние годы жила в Москве в доме князя С. М. Голицына на Пречистенке, с сестрой которого, княжной Еленой Михайловной Голицыной (1776—1855), давно была дружна.
- Прасковья Артемьевна (1786—1842), окончила в 1803 году Смольный институт с шифром. В 1813 году вышла замуж за тамбовского помещика Александра Ульяновича Тимофеева (1765 — после 1834), сына богатого откупщика. Брак совершился по причине совершенно расстроенного состояния графа Воронцова. Ей принадлежало имение в селе Воронцовка Тамбовской губернии.

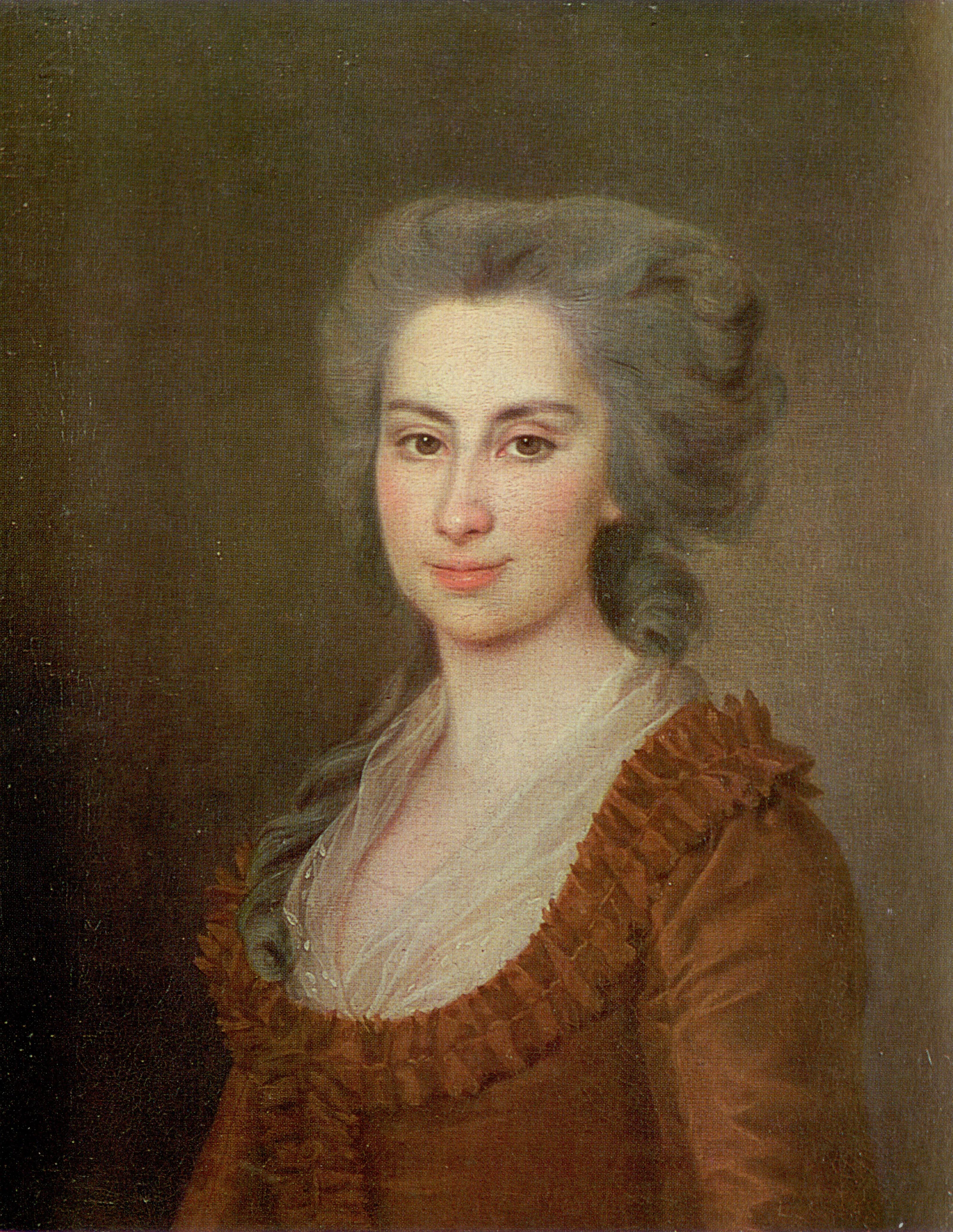
Прасковья Фёдоровна, жена
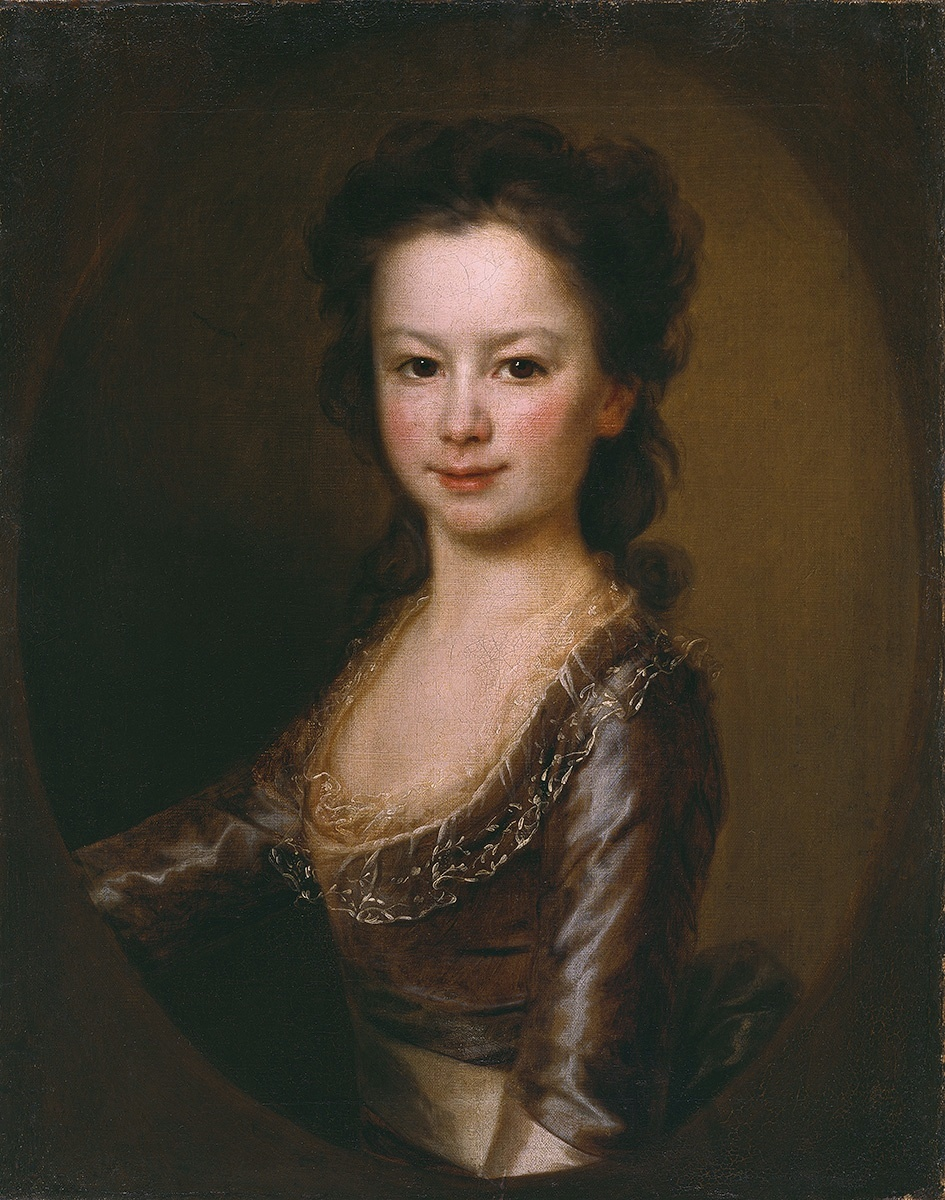
Мария Артемьевна, дочь
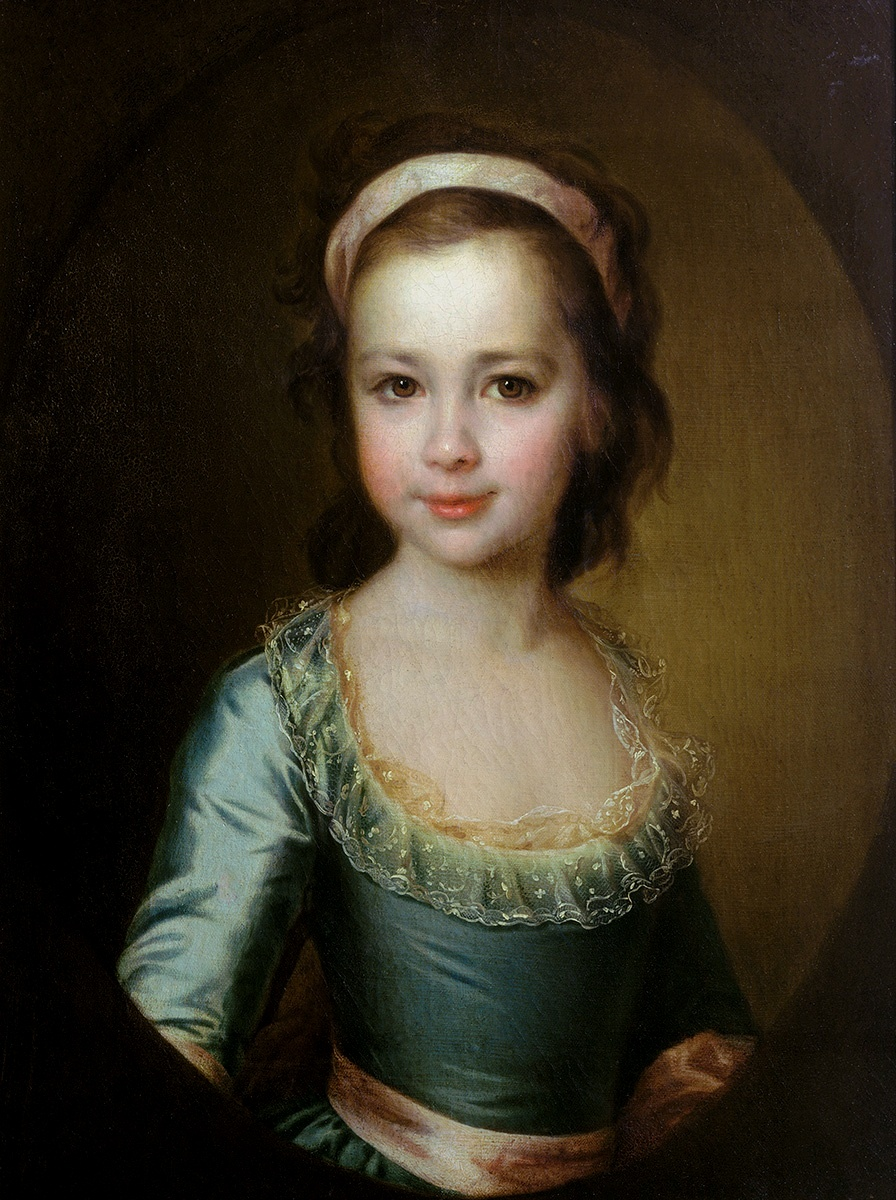
Анна Артемьевна, дочь
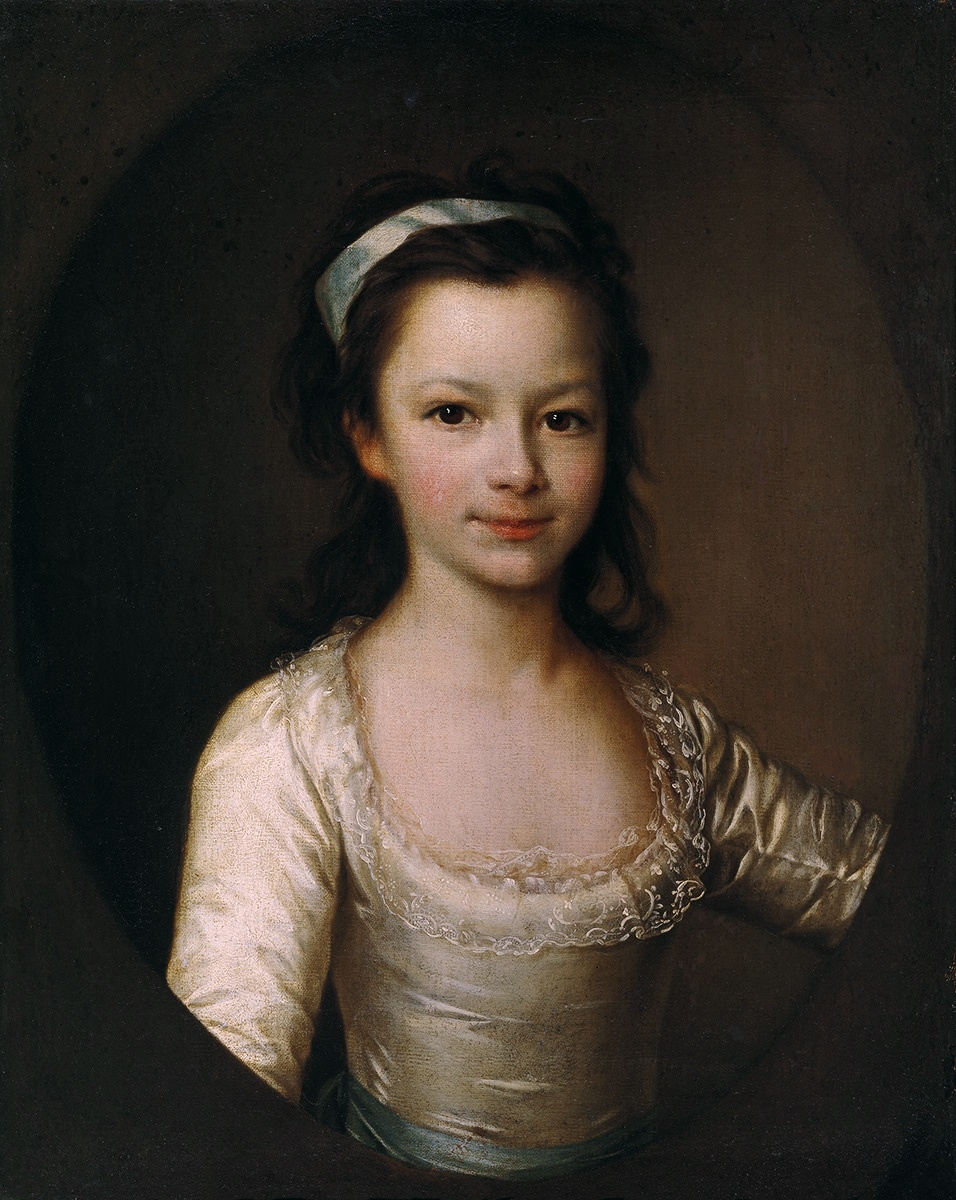
Екатерина Артемьевна, дочь
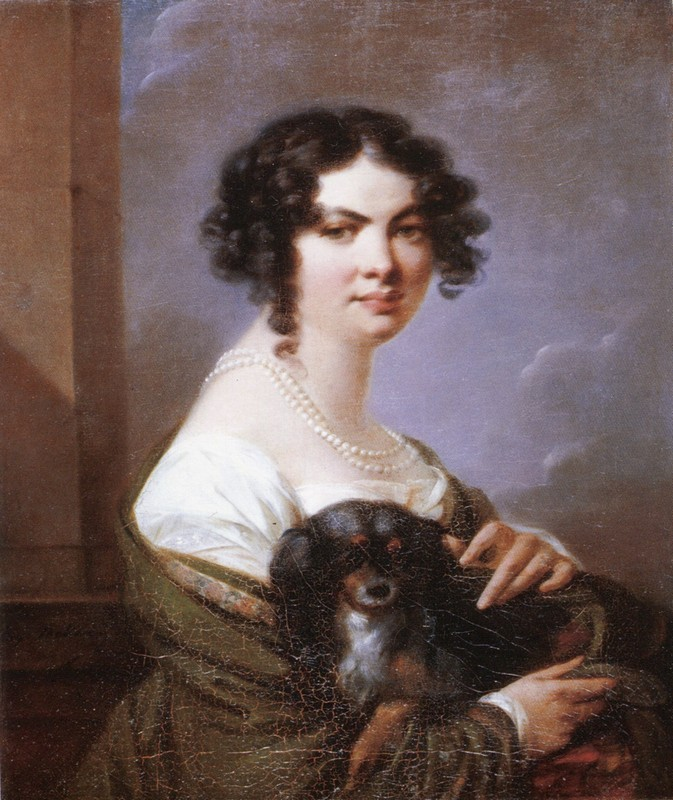
Прасковья Артемьевна, дочь
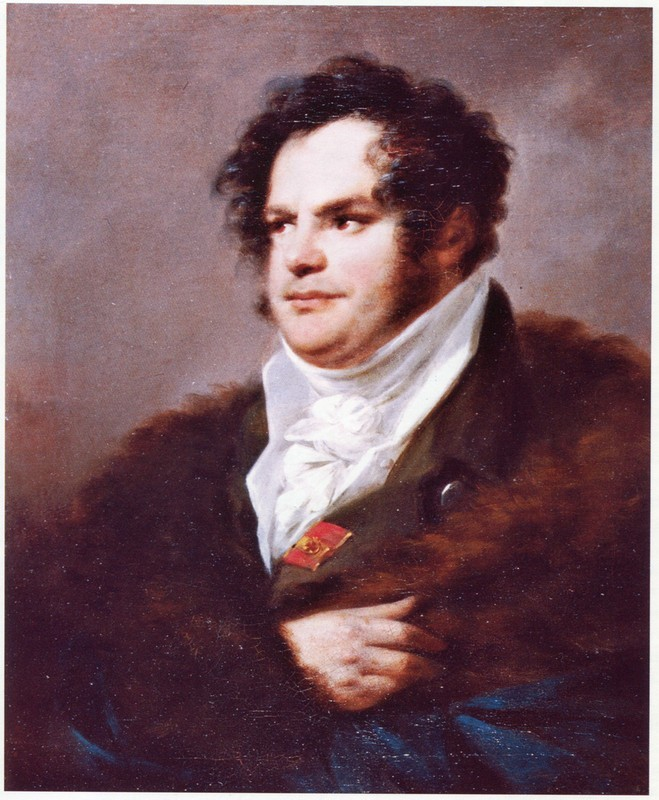
А. У. Тимофеев, зять